# 1541
1541 је била проста година.

## Смрти
- 26. јун —Франциско Пизаро -шпански конкистадор

### Септембар
- 24. септембар — Парацелзус, швајцарски алхемичар, физичар, астролог и окултиста. (*1493)